# Monica Bonde
Monica Kristina Margaretha Bonde af Björnö, ogift Bernadotte af Wisborg, född 5 mars 1948 i Salzburg i Österrike, är en svensk journalist. Hon är journalist vid Aller media och är verksam vid veckotidningen Svensk Damtidning där hon bland annat är redaktör för avdelningen "Eko". På tidningens hemsida kan man ställa frågor om allt kungligt till henne i frågespalten "Fråga grevinnan".
Hon är sedan 1951 adopterad dotter till greve Carl Johan Bernadotte och Kerstin Wijkmark. Monica Bonde var 1976-1997 gift med civilingenjören, greve Johan Bonde af Björnö (född 1950). Tillsammans har de två döttrar och en son. 
Efter skilsmässan har Bonde inte längre rätt att bära titeln grevinna efter sin tidigare make.